# Straßenbahn Han

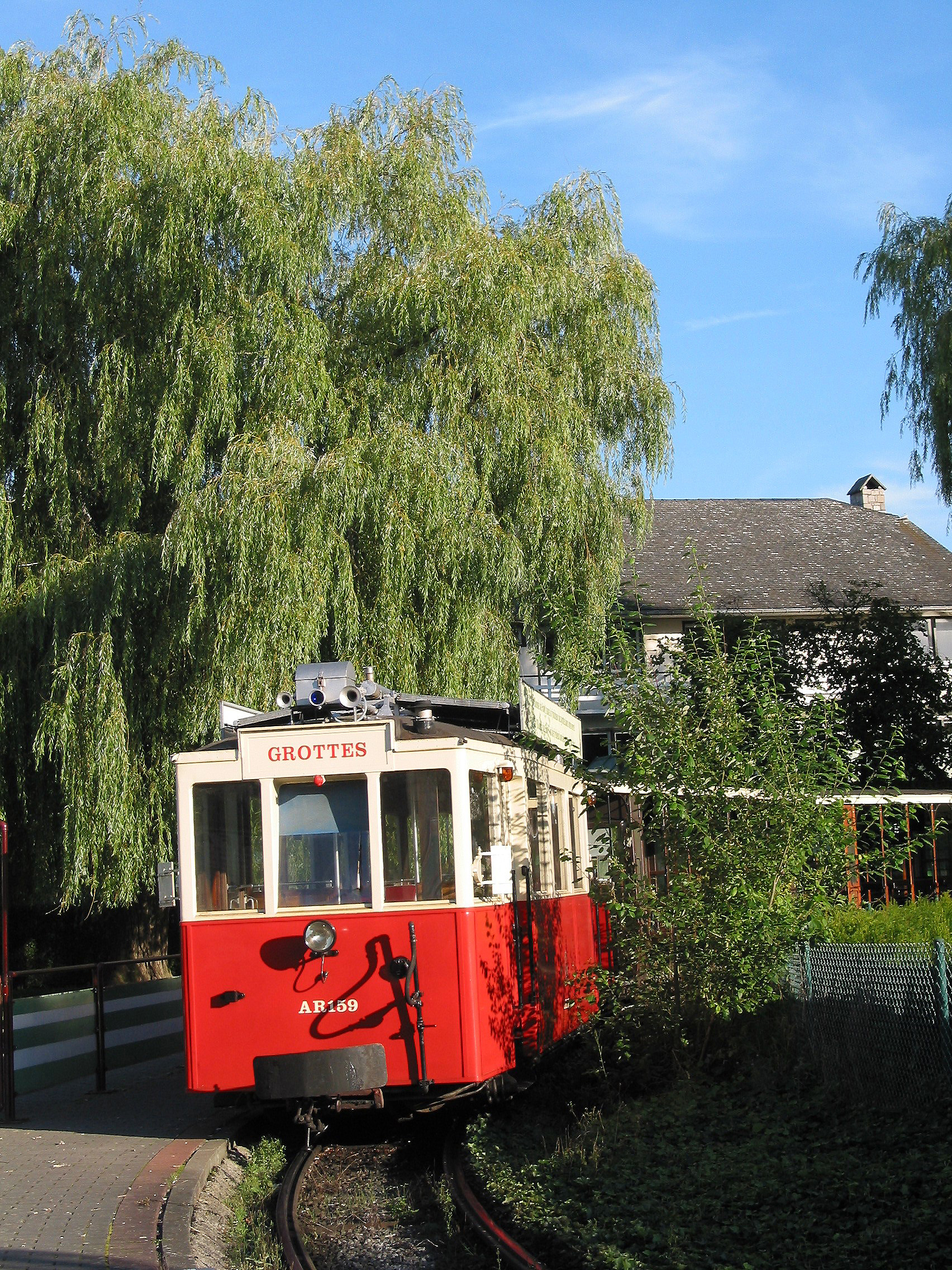
Die Straßenbahn bei Abfahrt in Han-sur-Lesse.

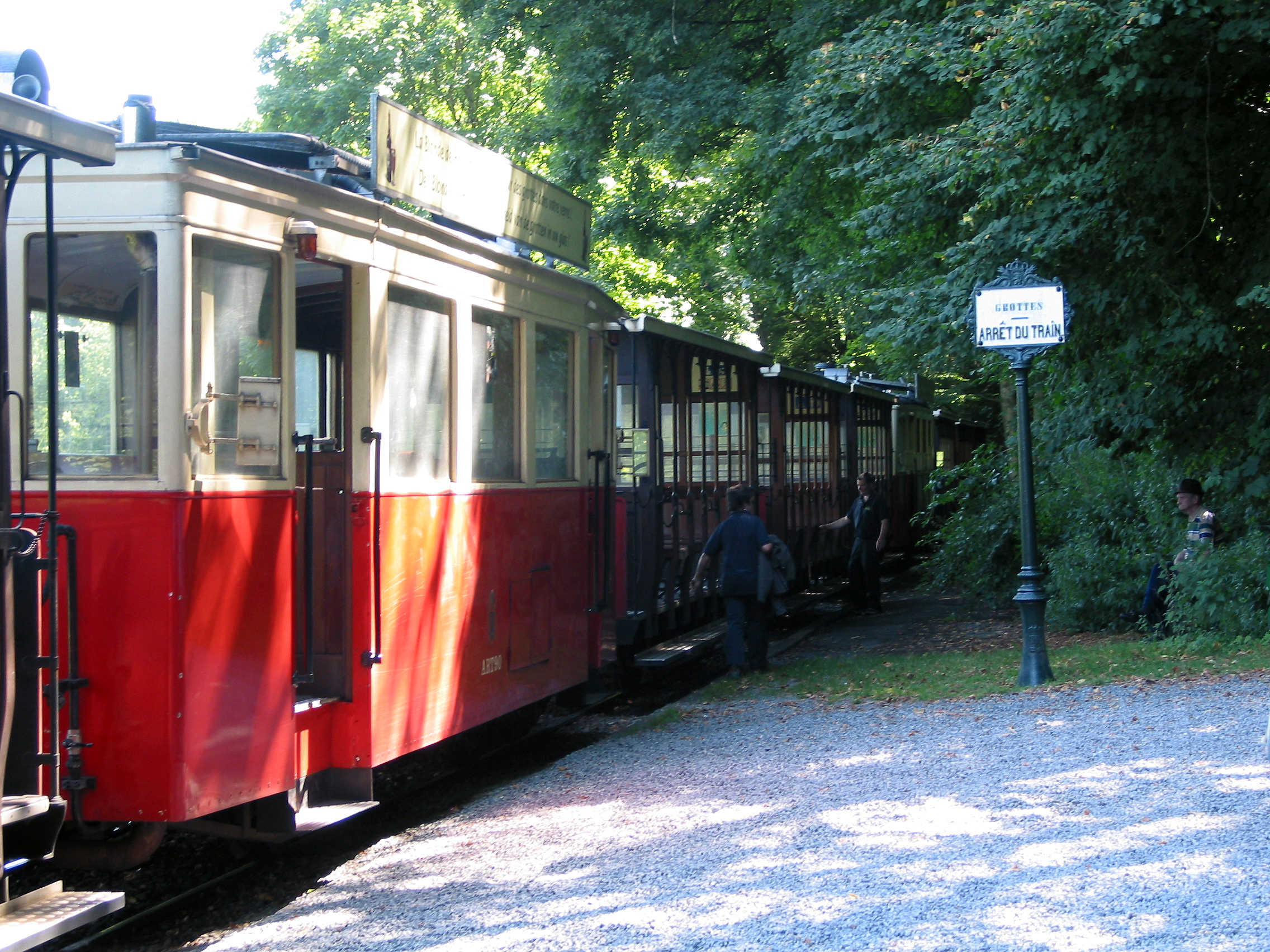
Halteschild bei der Höhle von Han-sur-Lesse.

Die Straßenbahn Han ist eine historische Straßenbahn, die die Verbindung zwischen dem Zentrum von Han-sur-Lesse  und der Höhle von Han-sur-Lesse in der  belgischen Provinz Namur in Wallonien unterhält.
Die Straßenbahnlinie wurde durch Königlichen Beschluss vom 8. Juli 1905 an die SNCV vergeben und am 1. Juni 1906 offiziell eröffnet. Während des Ersten Weltkrieges wurde die Straßenbahn zeitweilig stillgelegt und am 13. Juni 1920 wiedereröffnet. 
Bis 1935 fuhren Dampfstraßenbahnen, seitdem wird der Dienst mit Diesel betrieben. Es fährt ein Motorwagen, der einen oder mehrere offene Beiwagen mitführt.
Später wurden noch einige kleine Anpassungen durchgeführt wie die Verlegung der Endstation an den Eingang der Höhle und 1989 die Verlegung des Startpunktes zur Kirche hin gegenüber vom Park.
Die Straßenbahnlinie wird immer noch gebraucht, um Touristen vom Zentrum von Han an den Eingang zur Höhle zu bringen.

## Technische Daten
- Spurweite: 1 Meter (Meterspur)
- Länge am 1. Juni 1906: 3,7 km
- Länge am 29. März 1968: 5,4 km

## Bilder

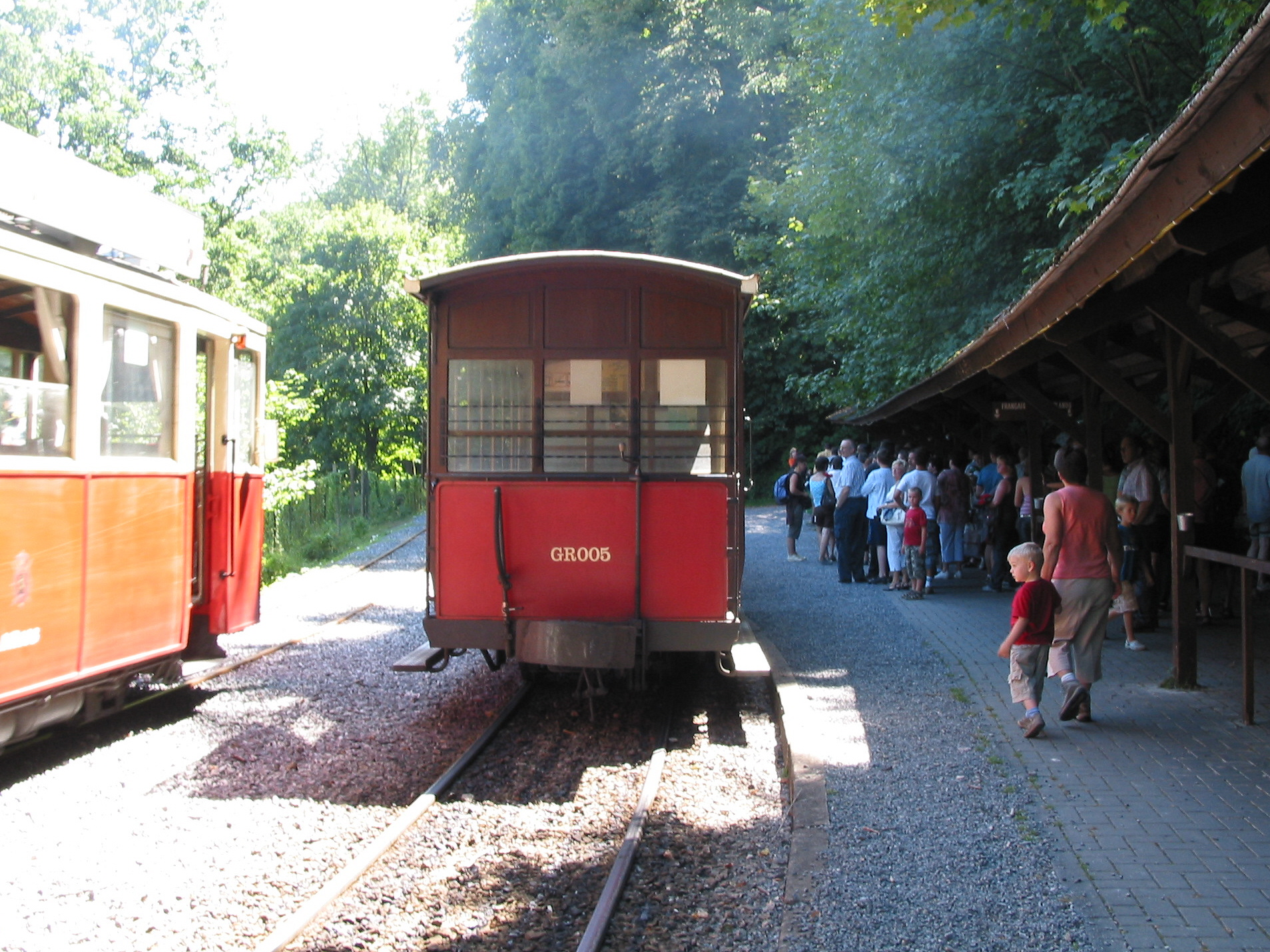
Straßenbahn beim Eingang zur Höhle
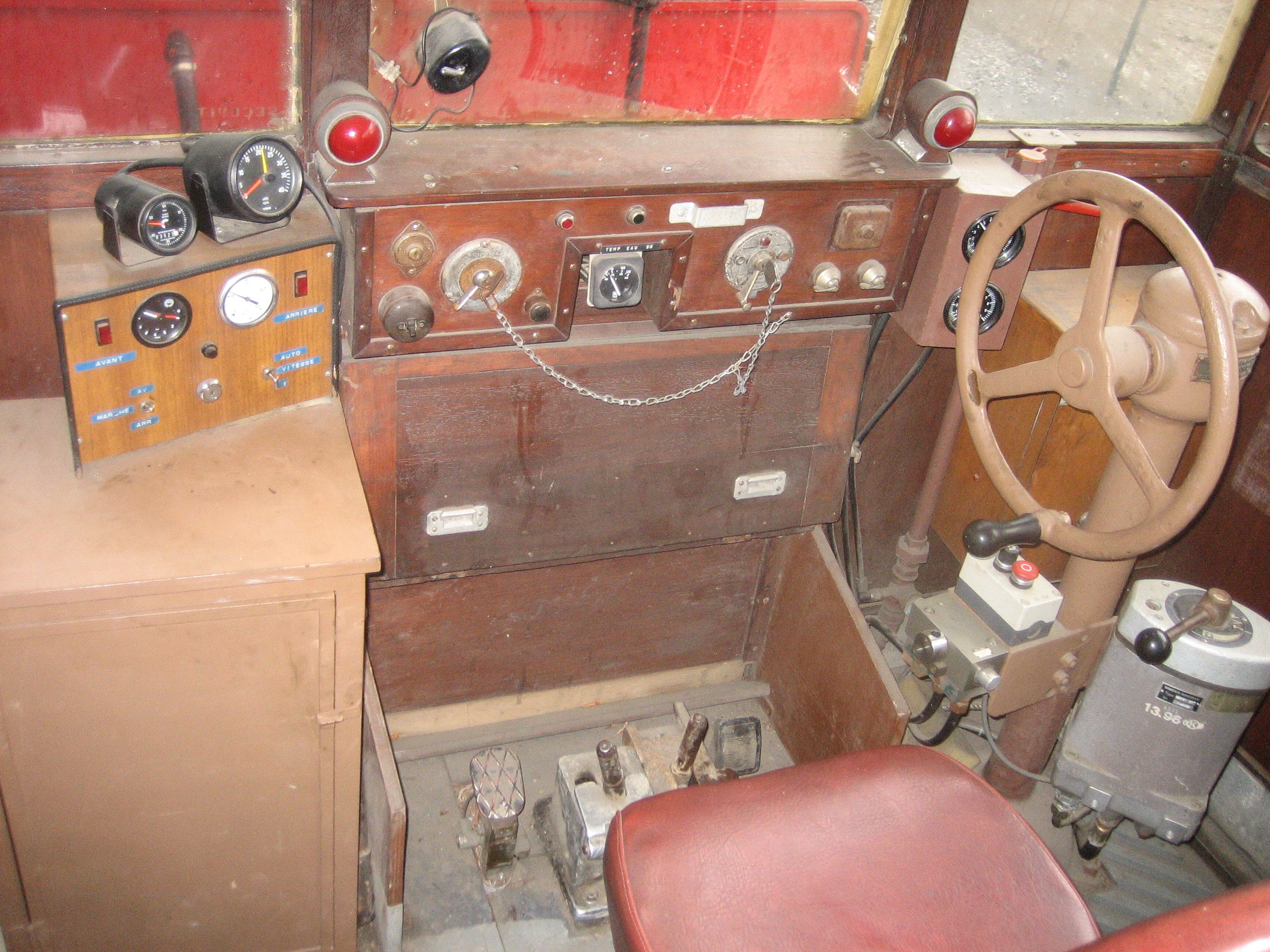
Steuervorrichtung in der Straßenbahn